# Cimetière américain d'Épinal
Le cimetière américain d'Épinal est l'un des cinq cimetières militaires situés sur le sol français commémorant l'implication des États-Unis à la Seconde Guerre mondiale. Dénommé officiellement « World War II Epinal American Cemetery and Memorial », il est en fait implanté au lieudit Le Quéquement sur le territoire de la commune vosgienne de Dinozé à 7 km au sud-est d'Épinal. Les corps de 5 255 soldats américains y sont inhumés.

## Historique

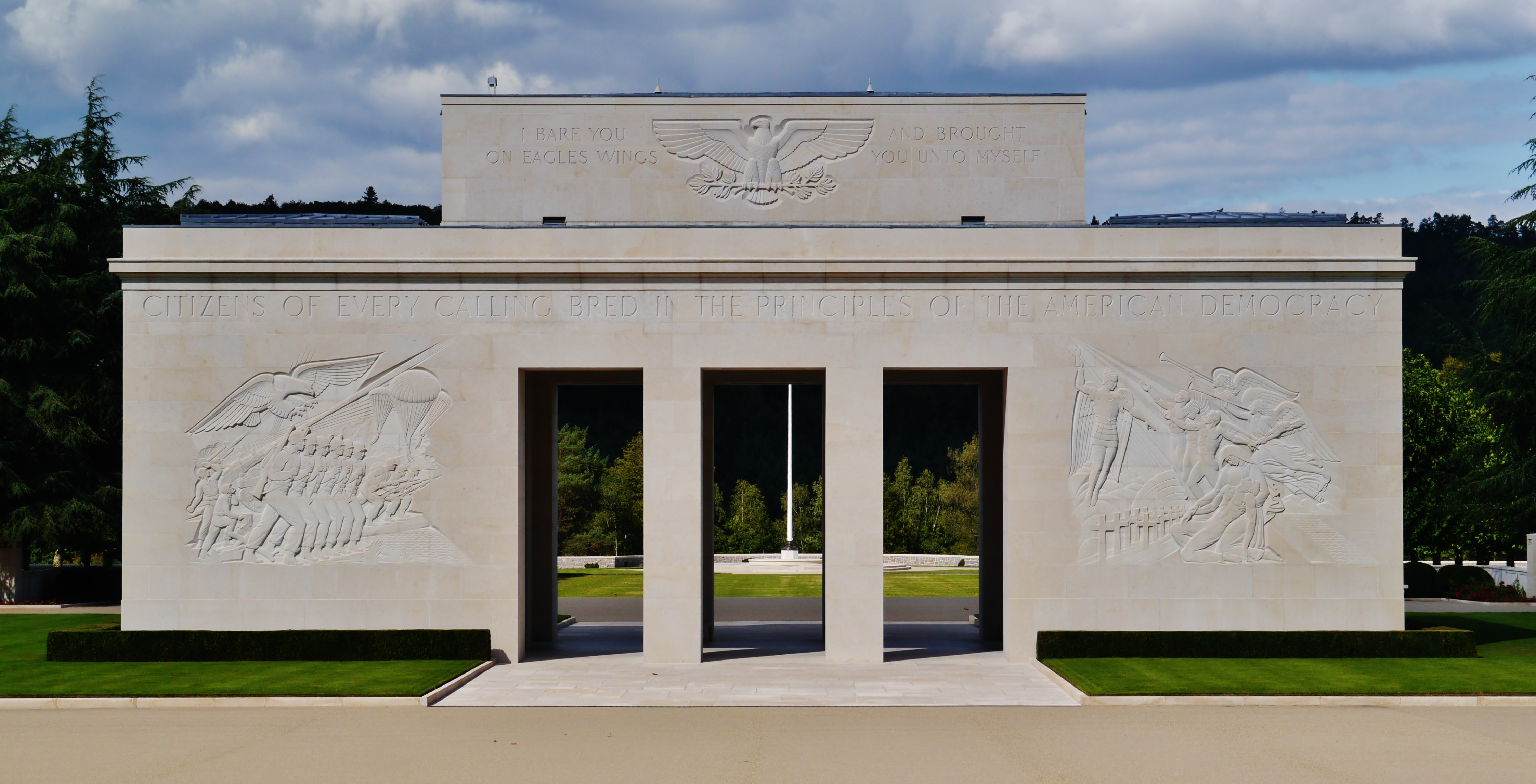
Le mémorial, à l'est le musée.
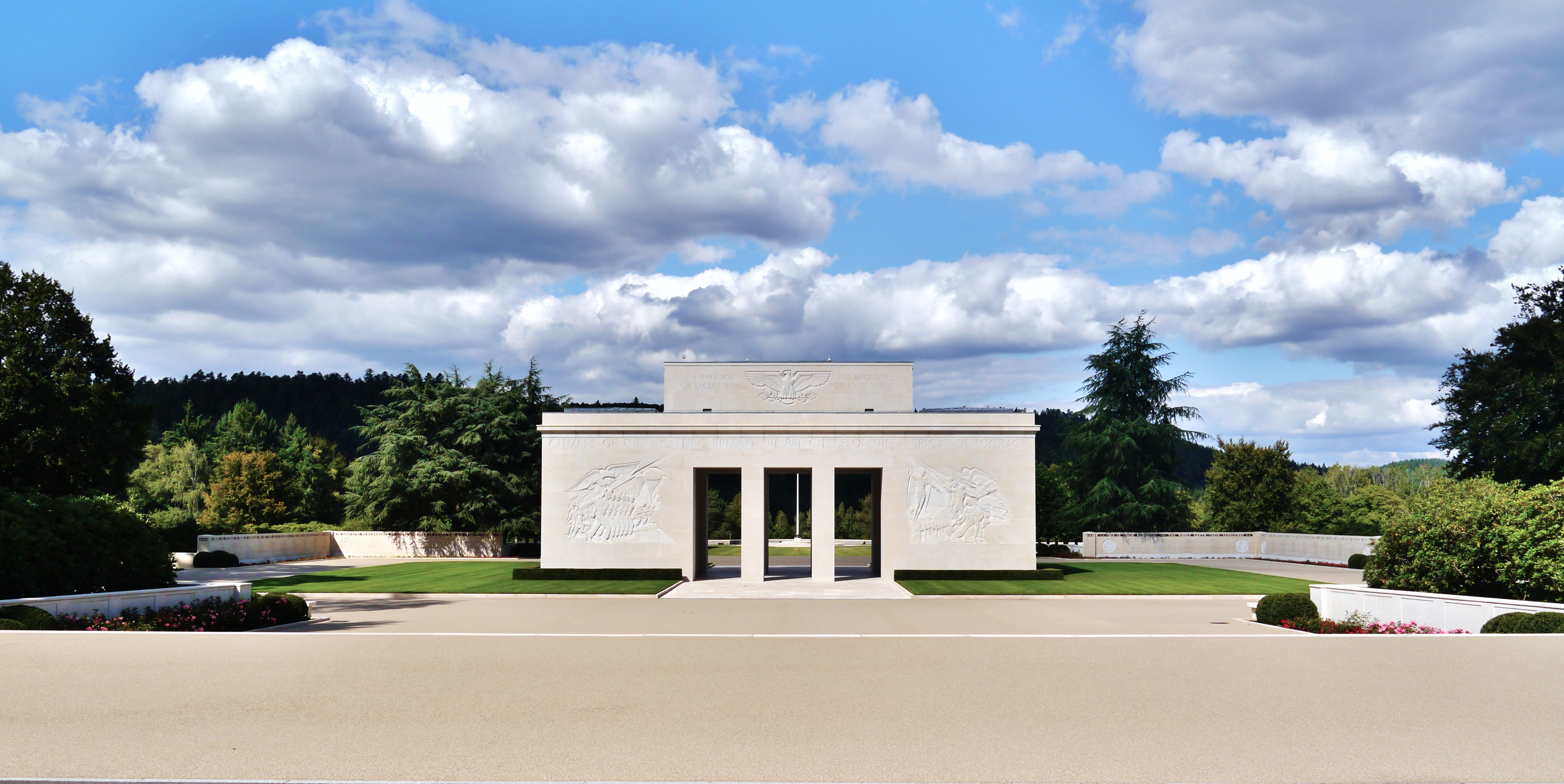
Le mémorial, à l'ouest la chapelle.
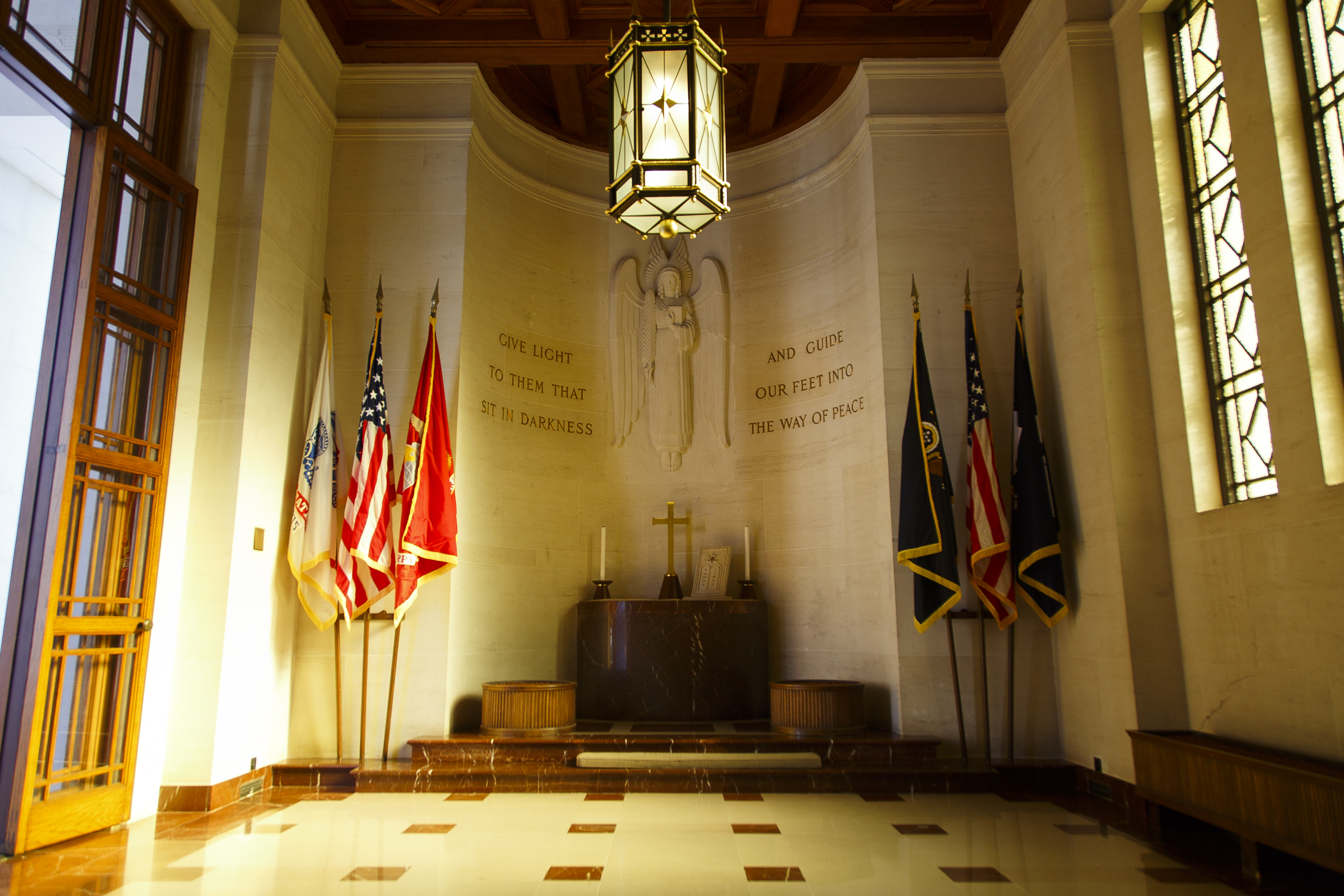
La chapelle.
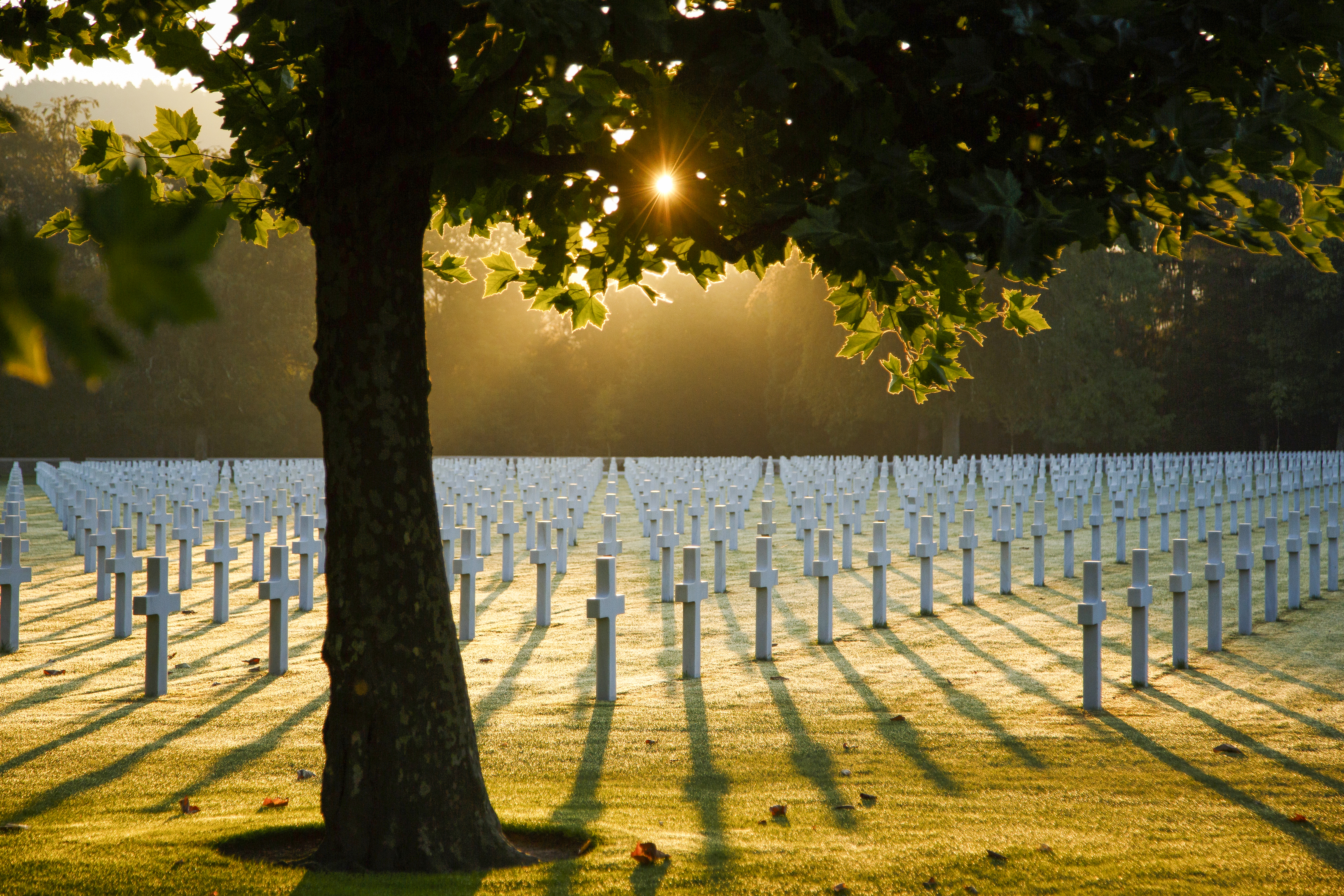
5255 Américains reposent dans ce cimetière.
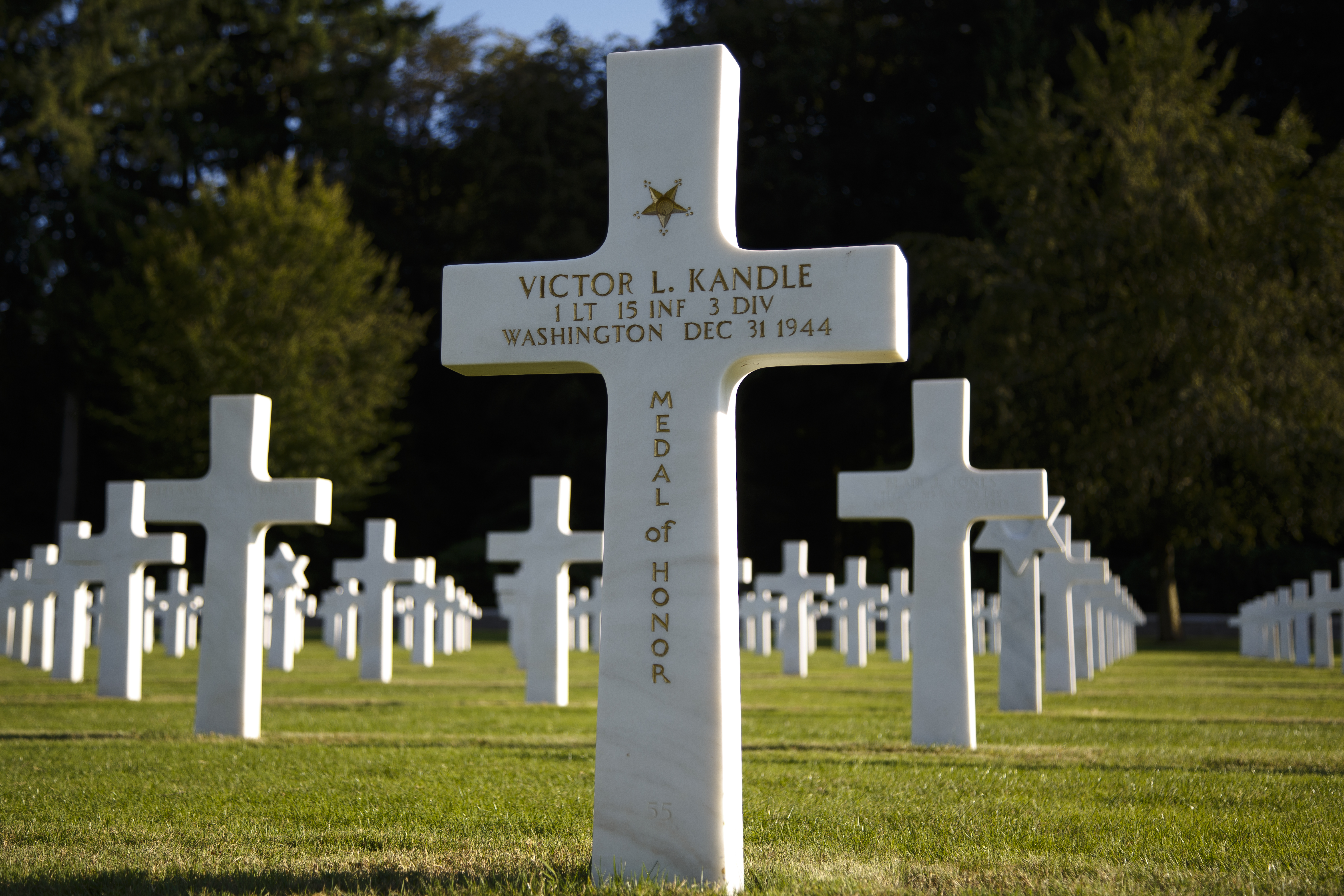
Un cimetière de 20 hectares.

L'architecte du mémorial est William Adams Delano, de New York, et le cimetière a été dessiné par Homer L. Fry d'Austin (Texas). L'inauguration officielle date du 23 juillet 1956, en présence de Douglas Dillon, ambassadeur des États-Unis.
Le site est administré par l'American Battle Monuments Commission.

## Anecdote
Le lieu a inspiré l'écrivain Thierry Hesse pour son roman intitulé Le Cimetière américain, paru en 2003.